# ماكسيم بالينكو
ماكسيم بالينكو (بالروسية: Палиенко, Максим Владимирович)‏ هو لاعب كرة قدم روسي في مركز الوسط، ولد في 18 أكتوبر 1994 في تولياتي في روسيا. لعب مع كريليا سوفيتوف سامارا ونادي أورينبورغ.

## وصلات خارجية
- ماكسيم بالينكو على موقع Soccerway.com (الإنجليزية)
- ماكسيم بالينكو على موقع عالم كرة القدم.نت (الإنجليزية)